# Олоферн
Олофе́рн (ивр. הולופרנס‎) — согласно Книге Юдифь, ассирийский полководец, стоявший во главе вторгшейся в Иудею армии царя Навуходоносора, которая насчитывала «пеших сто двадцать тысяч и множество коней с двенадцатью тысячами всадников» (Иудифь. 2:5).

## В Книге Юдифь
Навуходоносор поручил ему покарать обитавшие к западу от Ассирии народы за неповиновение; в их число попали и иудеи. Олоферн разорил Месопотамию, Киликию и другие земли, приближаясь к «приморской стране» (Финикии) и Иудее. Узнав о приближении ассирийцев, иудеи принялись возводить укрепления, вызвав гнев Олоферна. Вождь аммонитян Ахиор отговаривал его от карательного похода в Иудею, обещая ему поражение, если израильтяне по-прежнему будут верны единому Богу. Олоферн, считавший единственным богом Навуходоносора, приказал связать Ахиора и «предать в руки сынов Иудеи»; его отвели в горный город Ветилую, где он был освобождён от пут местными жителями и рассказал о своей встрече с ассирийцами.
Олоферн по совету идумеев и моавитян осадил город и перекрыл жителям Ветилуи доступ к воде, обрекая их на медленную смерть. Тем временем молодая вдова Юдифь, стремясь спасти родной город, надела красивые одежды и отправилась вместе со служанкой в стан ассирийцев. Остановившим её воинам Юдифь объявила, что собирается указать их полководцу лёгкий путь к захвату Ветилуи. Придя в шатёр Олоферна, она рассказала ему, что иудеи будто бы нарушили заповеди Бога, а значит, лишили себя Его защиты и обречены на поражение. Подчёркивая своё благочестие, она пообещала Олоферну помочь наказать отступников и провести его войско к Иерусалиму. За это Олоферн, восхищённый её красотой и мудростью, позволил Юдифи жить в его лагере. На четвёртый день он устроил пир, на который повелел пригласить Юдифь, ибо «сильно желал сойтись с нею и искал случая обольстить её с того самого дня, как увидел её» (Иудифь. 12:16).
Любуясь красавицей, Олоферн опился вином и заснул. Когда слуги удалились из шатра, Юдифь обезглавила спящего Олоферна его собственным мечом и отдала отрубленную голову своей служанке, спрятавшей её в мешок со съестными припасами. Затем иудейки вернулись в город, показали голову горожанам и попросили вывесить её на крепостной стене. Юдифь повелела воинам Ветилуи выступить против ассирийского войска; подчинённые Олоферна отправились за своим военачальником, и, найдя его убитым, пришли в ужас. Ассирийцы были обращены в бегство и по частям разбиты войсками израильтян, отступив за Дамаск.

## Историческая достоверность

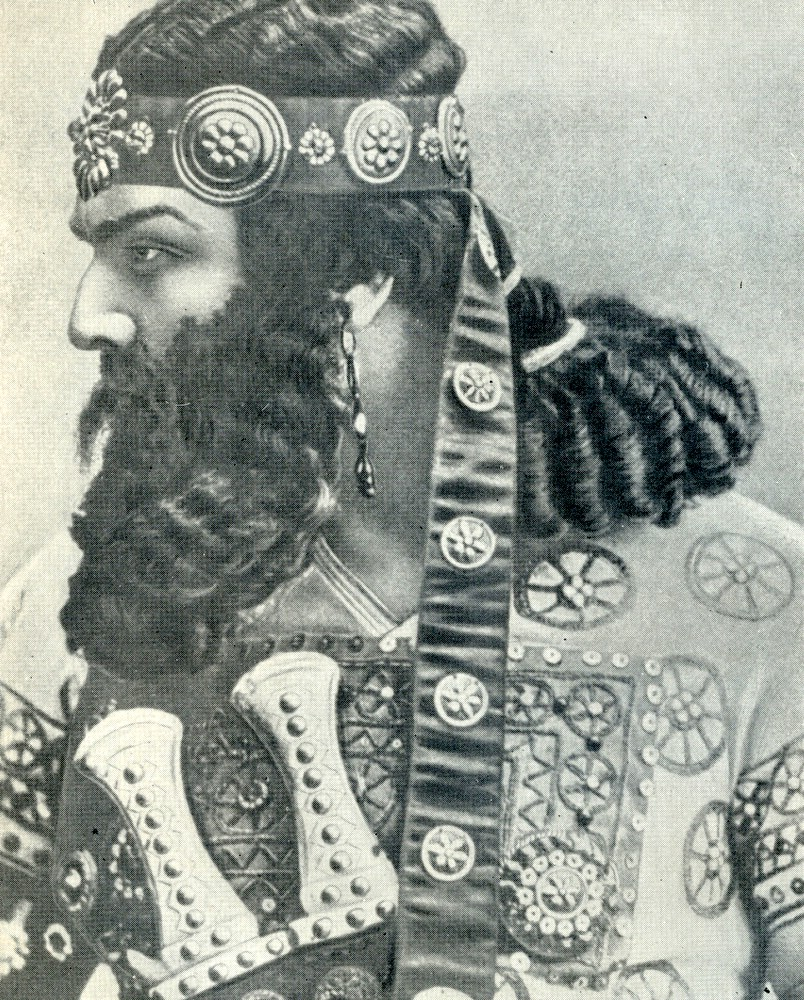
Ф. И. Шаляпин в роли Олоферна в опере С. А. Серова «Юдифь», 1898 год

Имя Олоферна неизвестно из дошедших до нас исторических источников, согласно которым поход Навуходоносора в Иудею был вполне успешным, завершившимся взятием Иерусалима и разграблением Иерусалимского храма.
В 352 году до н. э. каппадокийский правитель по имени Холоферн воевал с египтянами (Диодор Сицилийский 17:6).

## В культуре
- Изображения Олоферна распространены в европейской живописи; чаще всего сюжетом картин служит его смерть от рук Юдифи[источник не указан 311 дней]
- Как символ гордости и сластолюбия он упоминается в «Кентерберийских рассказах» Чосера и в «Божественной комедии» Данте, где помещён в чистилище на Уступе Гордыни.[источник не указан 311 дней]
- В книге Андрея Малажского «Жизнь Лжепророка», фигурирует персонаж по имени Орландей, который, по задумке автора, является реинкарнацией Олоферна в фентези-мире.[источник не указан 311 дней]
- В пьесе Шекспира «Бесплодные усилия любви» этим именем назван учитель-педант(Бесплодные усилия любви IV:2:147).